# Imbrius
Imbrius  (лат.) — род жуков-усачей из подсемейства настоящих усачей, триба Cerambycini. Борнео, Суматра, Ява (Индонезия и Малайзия). Около 10 видов. Глаза крупные выступающие. Надкрылья грубо скульптированные, округлённые на вершине. Усики лишь немного длиннее тела (у обоих полов). Между основаниями усиков и верхнем краем глаз находится глубокая бороздка. 3-й сегмент антенн короткий, почти такой же длины как скапус
.

## Систематика
В составе рода около 10 видов:
- Imbrius acutipennis (Fisher 1935)
- Imbrius allardi Hüdepohl, 1992[5]
- Imbrius corrugatus Hüdepohl, 1990
- Imbrius diehli Hüdepohl, 1989[6]
- Imbrius ephebus Pascoe, 1866
- Imbrius geminatus  Holzschuh, 2005[7]
- Imbrius lineatus  Pascoe, 1866
- Imbrius micaceus  (Pascoe, 1858)
- Imbrius similis  Hüdepohl, 1990
- Imbrius simulator  Holzschuh, 2005[7]
- Imbrius subargenteus (Gressitt & Rondon, 1970)
- Imbrius uniformis Holzschuh, 2010[8]